# Gertrude Torkornoo
Gertrude Torkornoo, de son nom de naissance Gertrude Araba Esaaba Torkornoo, est une juriste et auteure ghanéenne née le 11 septembre 1962. Ancienne juge de la Cour d'appel, elle a été nommée juge à la Cour suprême en novembre 2019 et approuvée le 10 décembre 2019. 

## Biographie

### Enfance et éducation
Gertrude Torkornoo est originaire de Winneba dans la région centrale du Ghana. Elle est née le 11 septembre 1962 à Cape Coast. Elle a fait ses études secondaires au Wesley Girls 'High School pour son certificat de niveau ordinaire et à l'école Achimota pour son certificat de niveau avancé. Elle a poursuivi ses études supérieures à l'Université du Ghana et a terminé la Ghana School of Law en 1986.

### Carrière
Avant de rejoindre le cabinet d'avocats Fugar & Co. à Accra en tant qu'élève associée, Torkornoo a travaillé comme bénévole au service d'aide juridique FIDA et a fait son stage chez Nabarro Nathanson à Londres. Elle revient au cabinet (Fugar & Co., un cabinet d'avocats) en 1994 et en devient la directrice. En janvier 1997, elle est devenue associée directrice de Sozo Law Consult jusqu'en mai 2004, date à laquelle elle a été nommée juge à la Cour suprême du Ghana. Elle a travaillé comme juge à la Cour suprême jusqu'en octobre 2012, date à laquelle elle a été nommée à la Cour d'appel. Elle a été juge à la Cour d'appel jusqu'à sa nomination au poste de juge de la Cour suprême en novembre 2019. Elle a prêté serment le 17 décembre 2019.
Avant d'être nommée juge à la Cour suprême, Mme Torkornoo a occupé un certain nombre de postes de direction, notamment ceux de juge superviseur des tribunaux de commerce, de présidente du comité éditorial de l'Association des magistrats et des juges, de rédactrice en chef pour l'élaboration du manuel de formation à l'éthique judiciaire, de vice-présidente du comité de pilotage et de surveillance de l'E-Justice et de vice-présidente du programme d'internat et d'externat pour le pouvoir judiciaire. Elle est également membre de la faculté de l'Institut de formation judiciaire et membre du conseil d'administration de l'Institut de formation judiciaire.
Outre le droit, elle est l'auteur de livres, de pièces de théâtre, d'essais universitaires, d'articles et de présentations.
Elle fait partie d'un panel de sept membres qui entend la pétition électorale de 2020 de John Mahama contre la Commission électorale du Ghana et Nana Akufo-Addo.